# 142754 Brunner
142754 Brunner è un asteroide della fascia principale. Scoperto nel 2002, presenta un'orbita caratterizzata da un semiasse maggiore pari a 2,5744811 UA e da un'eccentricità di 0,1696623, inclinata di 6,55897° rispetto all'eclittica.